# Microsporidia
De Microsporidia of Microspora vormen een stam van eencellige parasieten, nauw verwant aan schimmels. Er bestaan waarschijnlijk meer dan een miljoen soorten, waarvan er ongeveer 1500 zijn beschreven. Microsporidia leven als parasieten op dieren, voornamelijk insecten. Ongeveer een tiende van alle soorten infecteert gewervelden, waaronder mensen. Sommige soorten worden gebruikt om insectenplagen tegen te gaan.
Infectie vindt plaats door middel van sporen, die de cellen van de gastheer binnendringen. Deze sporen zijn maar 1 tot 40 micrometer groot en behoren daarmee tot de kleinste eukaryotische cellen. Microsporidia vormen daarnaast de groep met het kleinste genoom van alle eukaryoten.

## Anatomie
Microsporidia hebben geen mitochondriën maar in plaats daarvan simpelere structuren, zogenaamde mitosomen. Ze hebben ook geen flagella of andere organellen die voor voortbeweging kunnen zorgen. Veel soorten hebben niet een maar twee celkernen, dit wordt een diplokaryon genoemd.
De meeste soorten hebben peervormige of ovale sporen, maar ook langwerpige of ronde sporen komen voor. Aan de achterkant van een spore zit vaak een harpoenachtig orgaan aan een lange, aan de voorzijde opgerolde draad, het filament. De achterzijde van het filament is omgeven door een "polaroplast", bestaande uit langwerpige membranen. Onder het filament ligt aan de voorzijde een vesikel.

## Levenscyclus

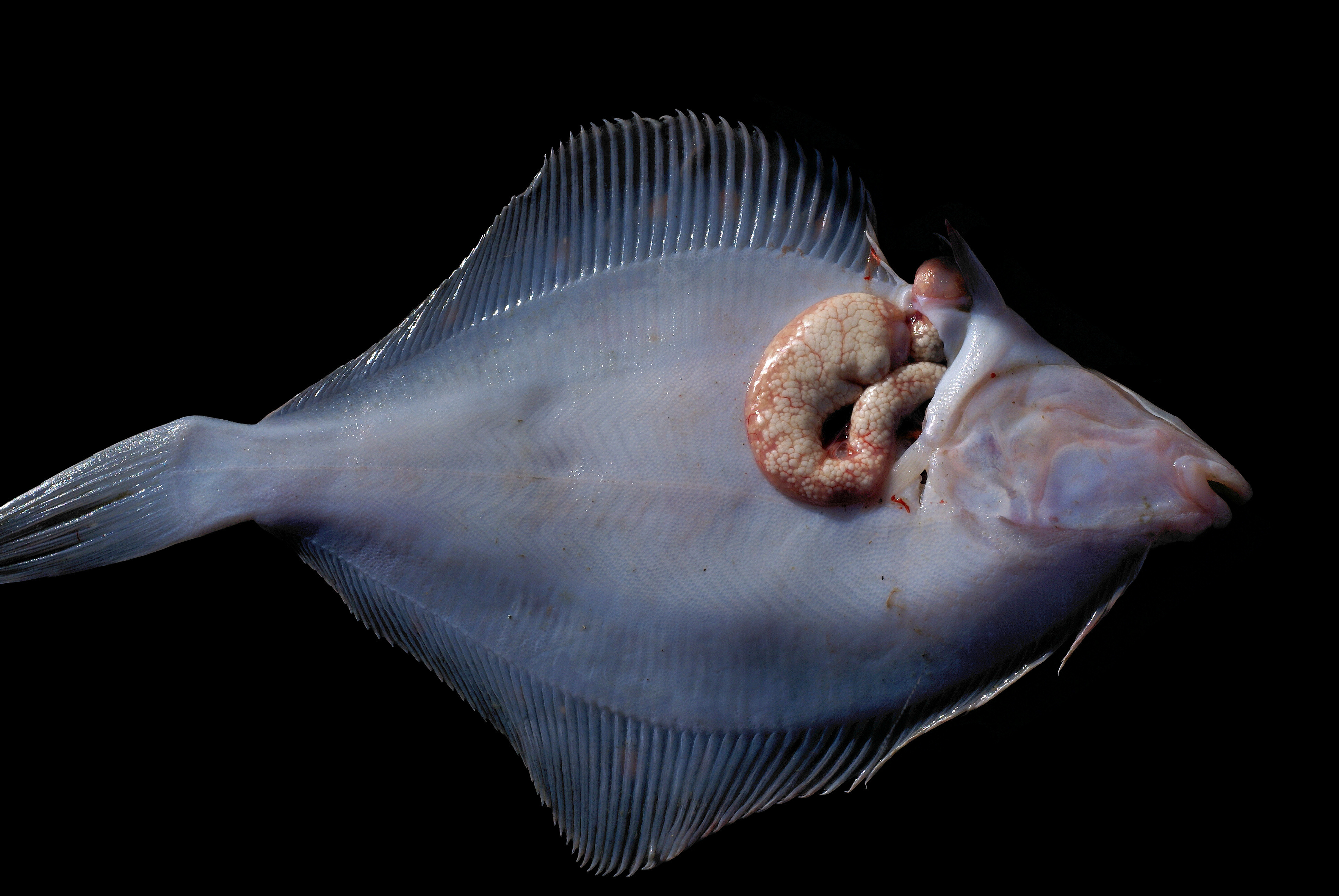
Een xenoma op een schar (een platvis), veroorzaakt door een infectie van het Microsporidium Glugea stephani.

De manier van voortplanting varieert van soort tot soort. Sommige soorten hebben aseksuele voortplanting, terwijl anderen ook seksuele voortplanting kennen.
De levenscyclus verschilt sterk van soort tot soort. De sporen zijn meestal goed bestand tegen moeilijke omstandigheden en kunnen een aantal jaar buiten een gastheer overleven. Wanneer de spore een mogelijke gastheer bereikt, zwelt het vesikel aan de voorzijde op zodat het filament de inhoud van de spore in het cytoplasma van de gastheer spuit. Binnen in de gastcel groeit daarna een plasmodium, dat zich uitbreidt om ten slotte nieuwe sporen te produceren. Het plasmodium kan zich door de gastheer verspreiden en meerdere organen infecteren.

## Infectie
Soms heeft infectie een dodelijke afloop voor de gastheer. In sommige gevallen kan de stofwisseling en reproductie van de gastcel compleet door de parasiet zijn overgenomen, waardoor een xenoma groeit. Microsporidia zorgen meestal echter voor een chronisch, verzwakkend ziektebeeld in plaats van dodelijke afloop. Bij de gastheer kan infectie zich uiten door verminderde vruchtbaarheid, vermoeidheid of verminderd gewicht. Ook kan verticale overerving van moeder op nageslacht voorkomen. Bij insecten kunnen sporen worden meegegeven in de eitjes om te reproduceren in de larven, een manier van voortplanting die transovariaal genoemd wordt.

## Classificatie
Vroeger werden Microsporidia gezien als "primitieve" eukaryoten, vooral vanwege het ontbreken van mitochondriën. Ze werden daarom samen met onder andere Parabasalia bij de verouderde groep Archezoa ingedeeld. Recent onderzoek heeft uitgewezen dat deze classificatie onjuist is. Microsporidia blijken juist verder ontwikkeld te zijn, de afwezigheid van structuren als organellen is te wijten aan het feit dat ze later in de evolutie deze structuren verloren (reductie), omdat deze overbodig geworden waren. Bovendien is de voortplantingswijze van Microsporidia ingewikkeld.
Tegenwoordig worden Microsporidia ofwel tot de schimmels gerekend, of ze worden als een zustergroep daarvan gezien.